# Schloss Reichenbach (Zollikofen)

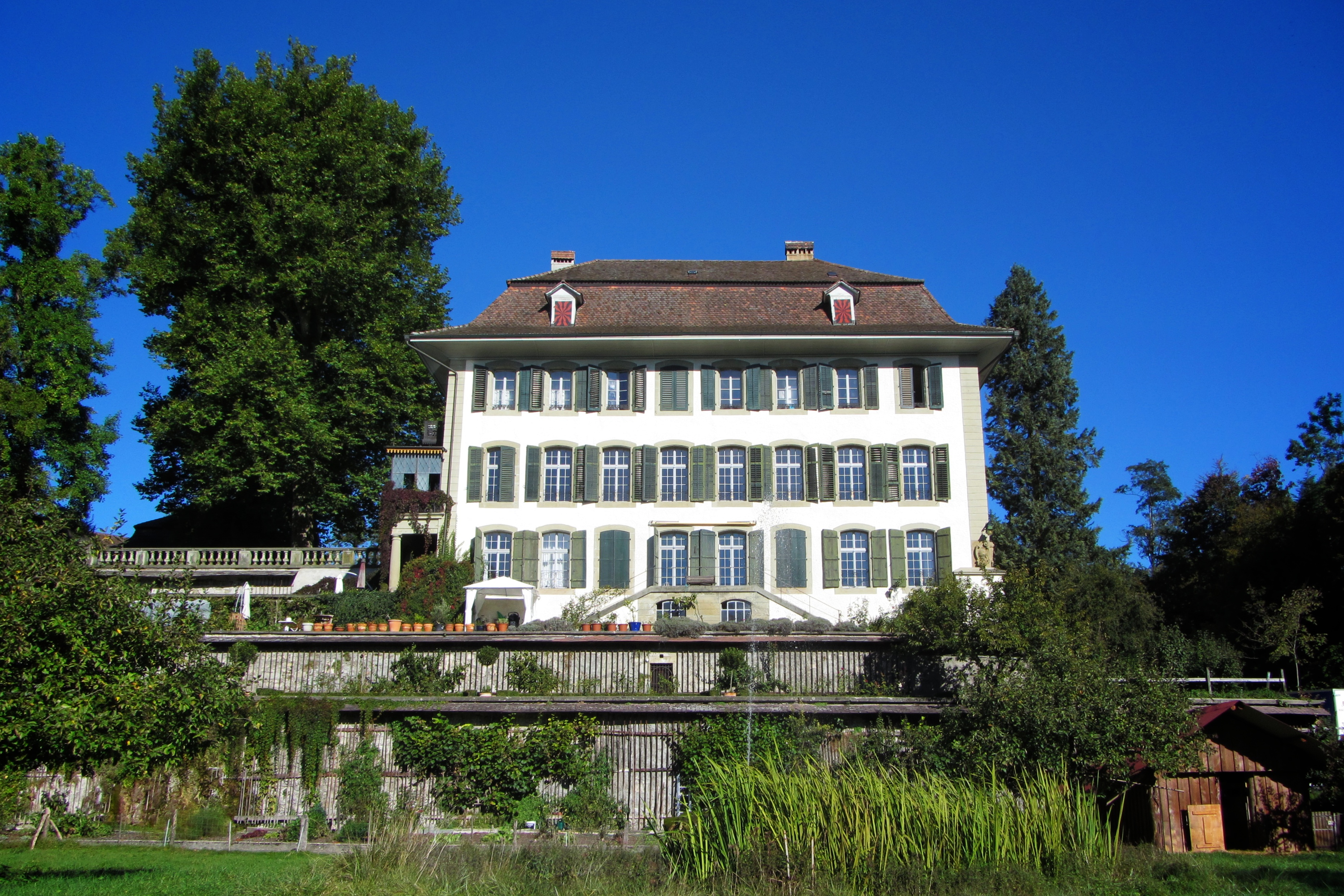
Schloss Reichenbach (2012).

Das Schloss Reichenbach ist ein Barockschloss an der Aare in der Gemeinde Zollikofen, Kanton Bern, Schweiz.

## Geschichte

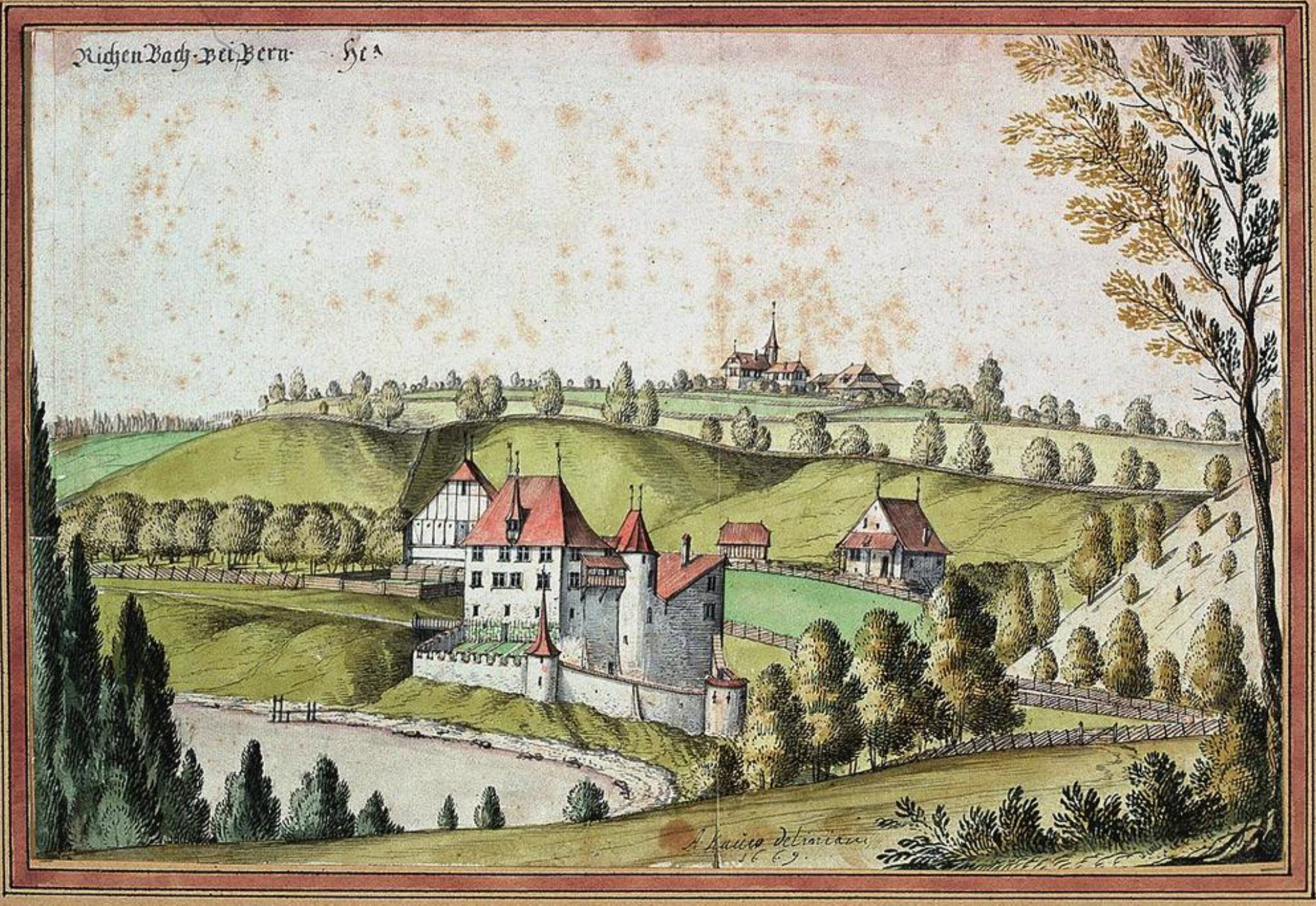
Das alte Schloss Reichenbach (1669)

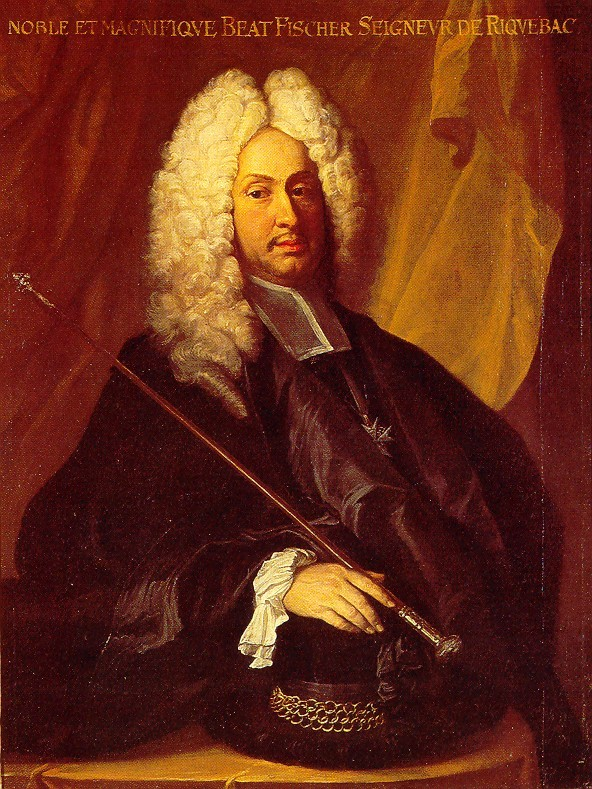
Beat Fischer (1641–1698), Bildnis von Johann Rudolf Huber (1696).

Die Herrschaft Reichenbach mit ihren Marchen, Waldungen, Gewässern und bewohnten Örtlichkeiten bestand bis 1830 auf einem Gebiet, das mit dem der heutigen Einwohnergemeinde Zollikofen identisch ist. Die mittelalterliche Burg ging höchstwahrscheinlich auf ein römisches Flusskastell zurück, welches mit dem Castrum auf der Engehalbinsel in Verbindung stand. Ab 1530 kam die Herrschaft in den Besitz der Familie Tscharner. 
Das heutige Schloss wurde 1688 für Beat Fischer, den Begründer des bernischen Postwesens, durch Umbau und Erweiterung der alten Burg errichtet. Gleichzeitig wurden durch Mauern gestützte Terrassen errichtet. Eine umfangreiche Gartenanlage im französischen Stil erstreckt sich bis zum Aareufer, wo wiederum eine Stützmauer die Abgrenzung zum Fluss bildet. Aus der Zeit ab 1688 stammt auch die barocke Ausmalung des Gerichtssaals. Die Stuckaturen im Treppenhaus und im Obergeschoss wurden anlässlich einer Erweiterung 1719 geschaffen. 
Ebenfalls um 1719 wurden mehrere Nebengebäude errichtet, unter anderen zur Erfrischung der mehrheitlich bayrischen Postknechte nördlich des Schlosses eine Brauerei. 1890 ging diese mit der gesamten Schlossanlage von der Familie von Fischer an den bayrischen Braumeister Joseph Hofweber über, der zwei Jahre später auch die Besitzungen der bayrischen Brauerei in Interlaken erwarb, die heutige Rugenbräu AG. Diese ist immer noch Besitzerin des Schlosses und hat im ehemaligen Brauereigebäude ihr Depot für die Region Bern.
Im Gebäude der um 1719 errichteten ehemaligen Orangerie des Schlosses ist heute das Restaurant Schloss Reichenbach untergebracht. Dort befindet sich auch die rechtsufrige Anlegestelle der Fähre Reichenbach–Engehalbinsel, die Zollikofen mit der Engehalbinsel verbindet.